# 若昂·菲格雷多 (足球运动员)
若昂·维克托·布兰丹·菲格雷多（葡萄牙語：João Vitor Brandão Figueiredo，1996年5月27日—），是一名出生于巴西的马来西亚职业足球员，目前效力于土耳其超级足球联赛球会伊斯坦布尔巴萨克赛尔，主要司职前锋。

## 国际生涯
菲格雷多首次被征召进入马来西亚国家足球队，参加2027年亚足联亚洲杯预选赛中对阵越南的比赛。他于2025年6月10日在武吉加里尔国家体育场迎来国际赛首秀，并在马来西亚4-0获胜的比赛中攻入首球。